# Прапор Шумського району
Пра́пор Шу́мського райо́ну — офіційний символ Шумського району Тернопільської області, затверджений 25 березня 2008 року рішенням сесії Шумської районної ради.

## Опис
Прапор являє собою прямокутне полотнище зі співвідношенням сторін 2:3, поділене білим прямим хрестом. Ширина рамена дорівнює 1/10 висоти прапора; древкові частини червона і чорна, від вільного краю — чорна і червона.